# Les Granges-Gontardes
Les Granges-Gontardes est une commune française située dans le département de la Drôme en région Auvergne-Rhône-Alpes.

## Géographie

### Localisation
Les Granges-Gontardes sont situées à 8 km de Pierrelatte.

### Climat
Pour des articles plus généraux, voir Climat d'Auvergne-Rhône-Alpes et Climat de la Drôme.
En 2010, le climat de la commune est de type climat méditerranéen altéré, selon une étude du CNRS s'appuyant sur une série de données couvrant la période 1971-2000. En 2020, Météo-France publie une typologie des climats de la France métropolitaine dans laquelle la commune est exposée à un climat méditerranéen et est dans la région climatique  Provence, Languedoc-Roussillon, caractérisée par une pluviométrie faible en été, un très bon ensoleillement (2 600 h/an), un été chaud (21,5 °C), un air très sec en été, sec en toutes saisons, des vents forts (fréquence de 40 à 50 % de vents > 5 m/s) et peu de brouillards. 
Pour la période 1971-2000, la température annuelle moyenne est de 13,4 °C, avec une amplitude thermique annuelle de 17,8 °C. Le cumul annuel moyen de précipitations est de 859 mm, avec 6,5 jours de précipitations en janvier et 3,5 jours en juillet. Pour la période 1991-2020, la température moyenne annuelle observée sur la station météorologique de Météo-France la plus proche, sur la commune de Donzère à 6 km à vol d'oiseau, est de 14,5 °C et le cumul annuel moyen de précipitations est de 826,1 mm,. Pour l'avenir, les paramètres climatiques de la commune estimés pour 2050 selon différents scénarios d'émission de gaz à effet de serre sont consultables sur un site dédié publié par Météo-France en novembre 2022.

## Urbanisme

### Typologie
Au 1er janvier 2024, Les Granges-Gontardes est catégorisée commune rurale à habitat dispersé, selon la nouvelle grille communale de densité à 7 niveaux définie par l'Insee en 2022.
Elle est située hors unité urbaine. Par ailleurs la commune fait partie de l'aire d'attraction de Pierrelatte, dont elle est une commune de la couronne,. Cette aire, qui regroupe 17 communes, est catégorisée dans les aires de moins de 50 000 habitants,.

### Occupation des sols
L'occupation des sols de la commune, telle qu'elle ressort de la base de données européenne d’occupation biophysique des sols Corine Land Cover (CLC), est marquée par l'importance des territoires agricoles (63,9 % en 2018), en diminution par rapport à 1990 (67 %). La répartition détaillée en 2018 est la suivante : 
cultures permanentes (43,7 %), forêts (24,7 %), zones agricoles hétérogènes (13,5 %), terres arables (6,6 %), zones urbanisées (4,6 %), zones industrielles ou commerciales et réseaux de communication (2,6 %), espaces verts artificialisés, non agricoles (2,1 %), mines, décharges et chantiers (2 %). L'évolution de l’occupation des sols de la commune et de ses infrastructures peut être observée sur les différentes représentations cartographiques du territoire : la carte de Cassini (XVIIIe siècle), la carte d'état-major (1820-1866) et les cartes ou photos aériennes de l'IGN pour la période actuelle (1950 à aujourd'hui).

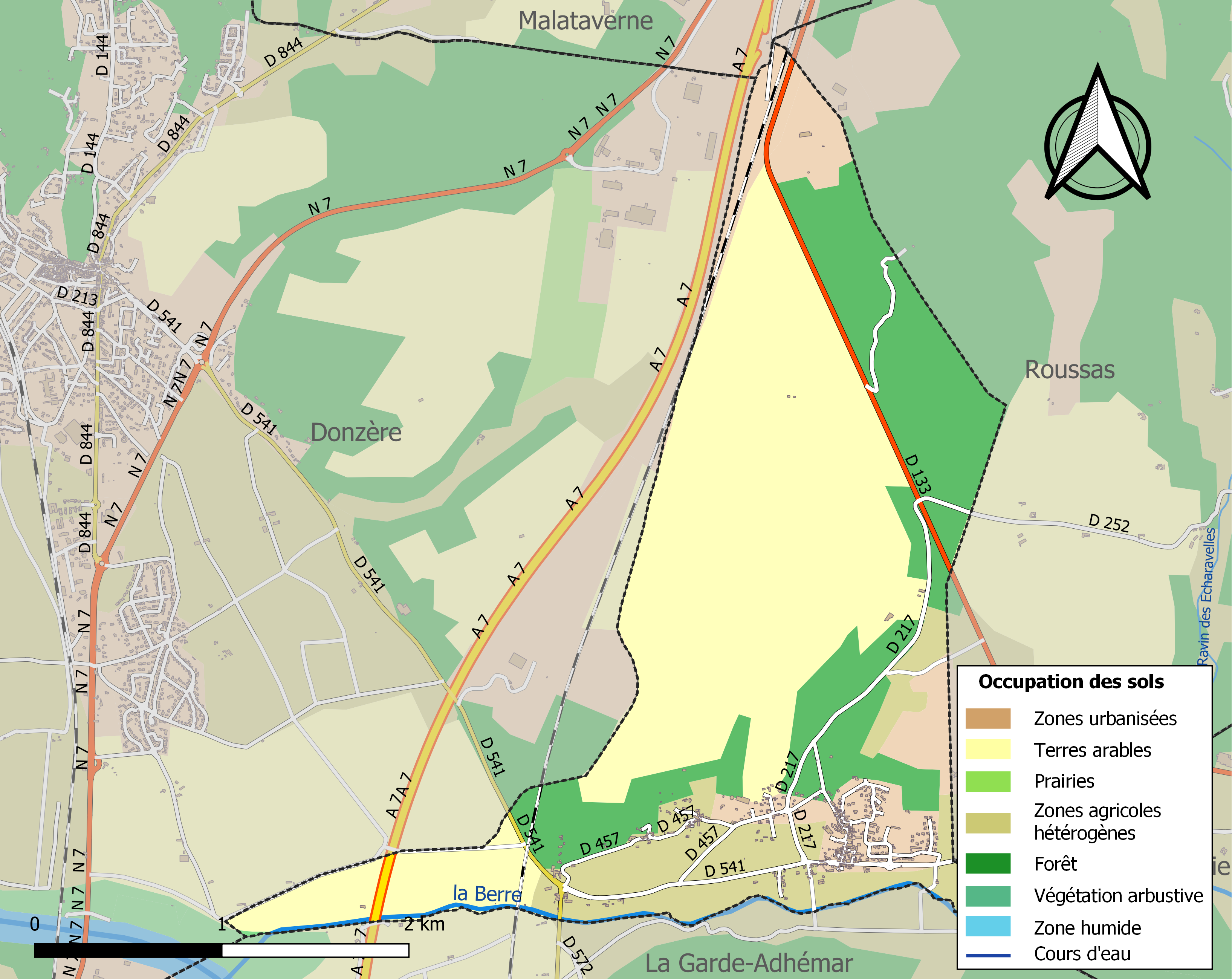
Carte des infrastructures et de l'occupation des sols de la commune en 2018 (CLC).

## Toponymie

### Attestations
Dictionnaire topographique du département de la Drôme :
- 1476 : La meterie appellée des Gontardz (inventaire de la chambre des comptes) ;
- 1487 : La Grange des Gontards (inventaire de la chambre des comptes) ;
- XVIIe siècle : Les Granges de Tubiers (Lacroix : L'arrondissement de Montélimar, IV, 126) ;
- 1699 : Les Granges Gontardes (archives de l'Isère, B 1439) ;
- XVIIIe siècle : Les Granges de Berre (Lacroix : L'arrondissement de Montélimar, IV, 126) ;
- 1788 : Fritzlar (archives de la Drôme, C 1016) ;
- 1794 : Vallon lès Fontaines (Lacroix : L'arrondissement de Montélimar, IV, 133) ;
- 1891 : Les Granges-Gontardes, commune du canton de Pierrelatte.

## Histoire

### Préhistoire
Vestiges préhistoriques.

### Antiquité: les Gallo-romains
Vestiges gallo-romains et paléo-chrétiens : sépultures, fresques.
Au Logis de Berre : station romaine de Novem Craris.

### Du Moyen Âge à la Révolution
La seigneurie :
- En tant que fief, les Granges-Gontardes dépendaient de la baronnie de la Garde-Adhémar
  - Propriété de la famille des Adhémar au XIIIe siècle[14].
  - Elles devinrent Granges-Gontardes lorsque le Seigneur Adhémar de Monteil concèda le fief à son vassal Gontard[14].
- Premièrement possédées par les Gontard.
- Avant 1440 : passe (par héritage) aux Moreton.
- 1612 : passe (par mariage) aux Pelet de Narbonne, derniers seigneurs.
- 1788 : les Pelet de Narbonne obtiennent l'érection de cette terre en communauté distincte.

Au Logis de Berre : présence d'un péage important.
Avant 1790, les Granges-Gontardes étaient une communauté de l'élection de Montélimar, subdélégation de Saint-Paul-Trois-Châteaux et de la sénéchaussée de Montélimar, érigée en 1788 sous le nom de Fritzlar. C'était en même temps une paroisse du diocèse de Saint-Paul-Trois-Châteaux qui, distraite en 1695 de celles de Donzère, de la Garde-Adhémar et de Roussas, avait son église sous le vocable de Saint-Joseph, et pour décimateurs, suivant les parties de son territoire, le prieur de Saint-Apollinaire, celui de Roussas, celui de Saint-Pierre-de-Bertoare et le chapitre de Grignan, en sa qualité de prieur de la Garde-Adhémar (voir ces noms).

### De la Révolution à nos jours
En 1790, la municipalité des Granges-Gontardes fut comprise dans le canton de Donzère, mais la réorganisation de l'an VIII en a fait une commune du canton de Pierrelatte, qui devint en 1839 le canton de Saint-Paul-Trois-Châteaux. Elle a été enfin attribuée au canton de Pierrelatte dans le partage fait en 1856.

## Politique et administration

### Liste des maires

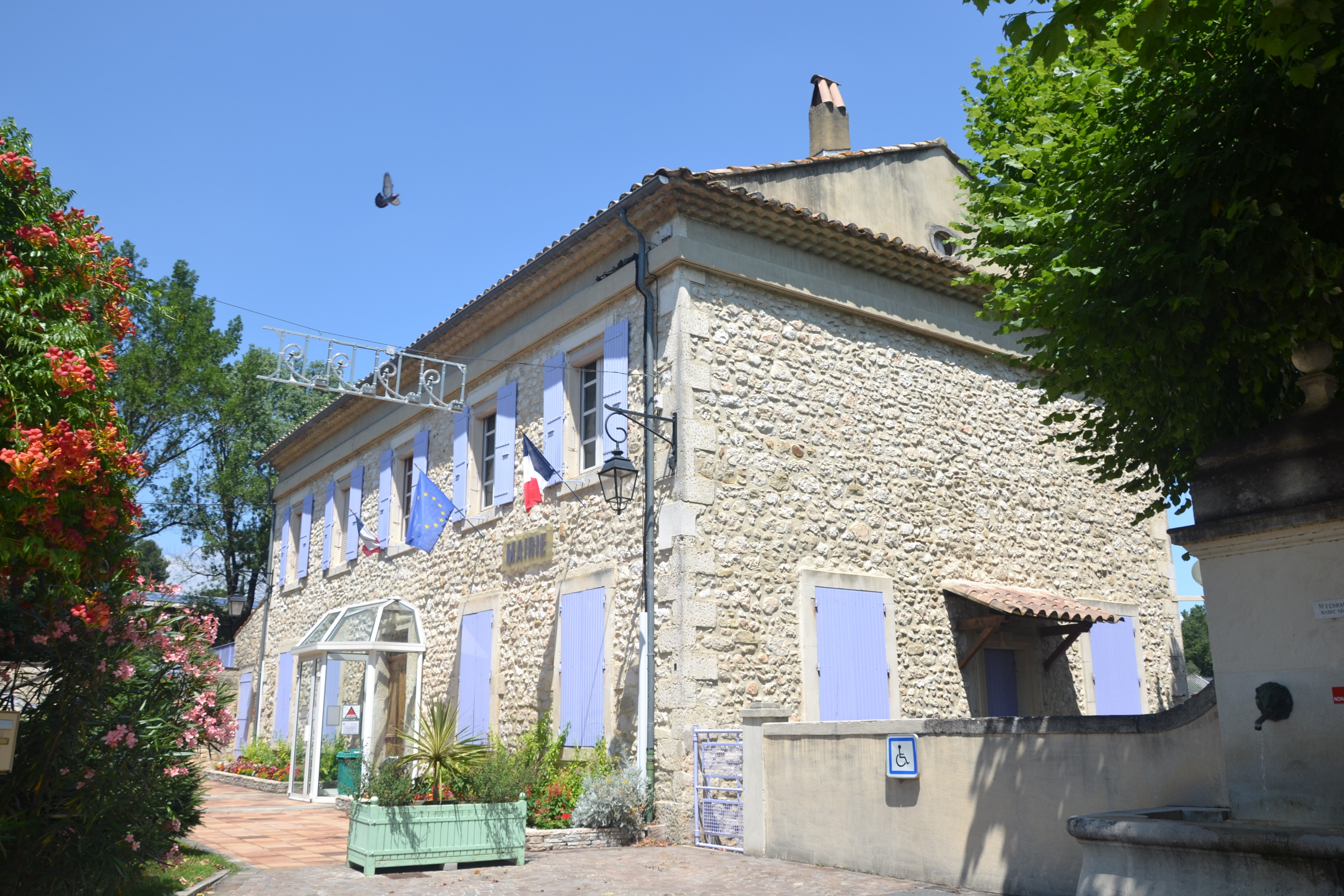
Mairie des Granges-Gontardes.

| Période                                  | Période  | Identité       | Étiquette | Qualité         |
| ---------------------------------------- | -------- | -------------- | --------- | --------------- |
| Les données manquantes sont à compléter. |          |                |           |                 |
| avant 1995                               | ?        | Claude Ame     |           |                 |
| mars 2001                                | 2020     | Michel Aproyan | DVG       | Agent technique |
| 2020                                     | En cours | Hélène Mouly   |           |                 |

### Rattachements administratifs et électoraux
Jusqu'en mars 2015, la commune dépendait du canton de Pierrelatte. À la suite du redécoupage cantonal de 2014, elle est rattachée au canton de Grignan.

## Population et société

### Démographie
L'évolution du nombre d'habitants est connue à travers les recensements de la population effectués dans la commune depuis 1793. Pour les communes de moins de 10 000 habitants, une enquête de recensement portant sur toute la population est réalisée tous les cinq ans, les populations de référence des années intermédiaires étant quant à elles estimées par interpolation ou extrapolation. Pour la commune, le premier recensement exhaustif entrant dans le cadre du nouveau dispositif a été réalisé en 2004.

En 2022, la commune comptait 692 habitants, en évolution de +9,49 % par rapport à 2016 (Drôme : +2,64 %, France hors Mayotte : +2,11 %).
| 1793 | 1800 | 1806 | 1821 | 1831 | 1836 | 1841 | 1846 | 1851 |
| ---- | ---- | ---- | ---- | ---- | ---- | ---- | ---- | ---- |
| 462  | 405  | 450  | 548  | 580  | 601  | 596  | 568  | 612  |

| 1856 | 1861 | 1866 | 1872 | 1876 | 1881 | 1886 | 1891 | 1896 |
| ---- | ---- | ---- | ---- | ---- | ---- | ---- | ---- | ---- |
| 603  | 595  | 574  | 506  | 505  | 505  | 504  | 421  | 400  |

| 1901 | 1906 | 1911 | 1921 | 1926 | 1931 | 1936 | 1946 | 1954 |
| ---- | ---- | ---- | ---- | ---- | ---- | ---- | ---- | ---- |
| 362  | 375  | 320  | 264  | 299  | 260  | 238  | 241  | 260  |

| 1962 | 1968 | 1975 | 1982 | 1990 | 1999 | 2004 | 2006 | 2009 |
| ---- | ---- | ---- | ---- | ---- | ---- | ---- | ---- | ---- |
| 211  | 304  | 302  | 411  | 511  | 559  | 587  | 592  | 551  |

| 2014 | 2019 | 2022 | - | - | - | - | - | - |
| ---- | ---- | ---- | - | - | - | - | - | - |
| 617  | 664  | 692  | - | - | - | - | - | - |

### Enseignement

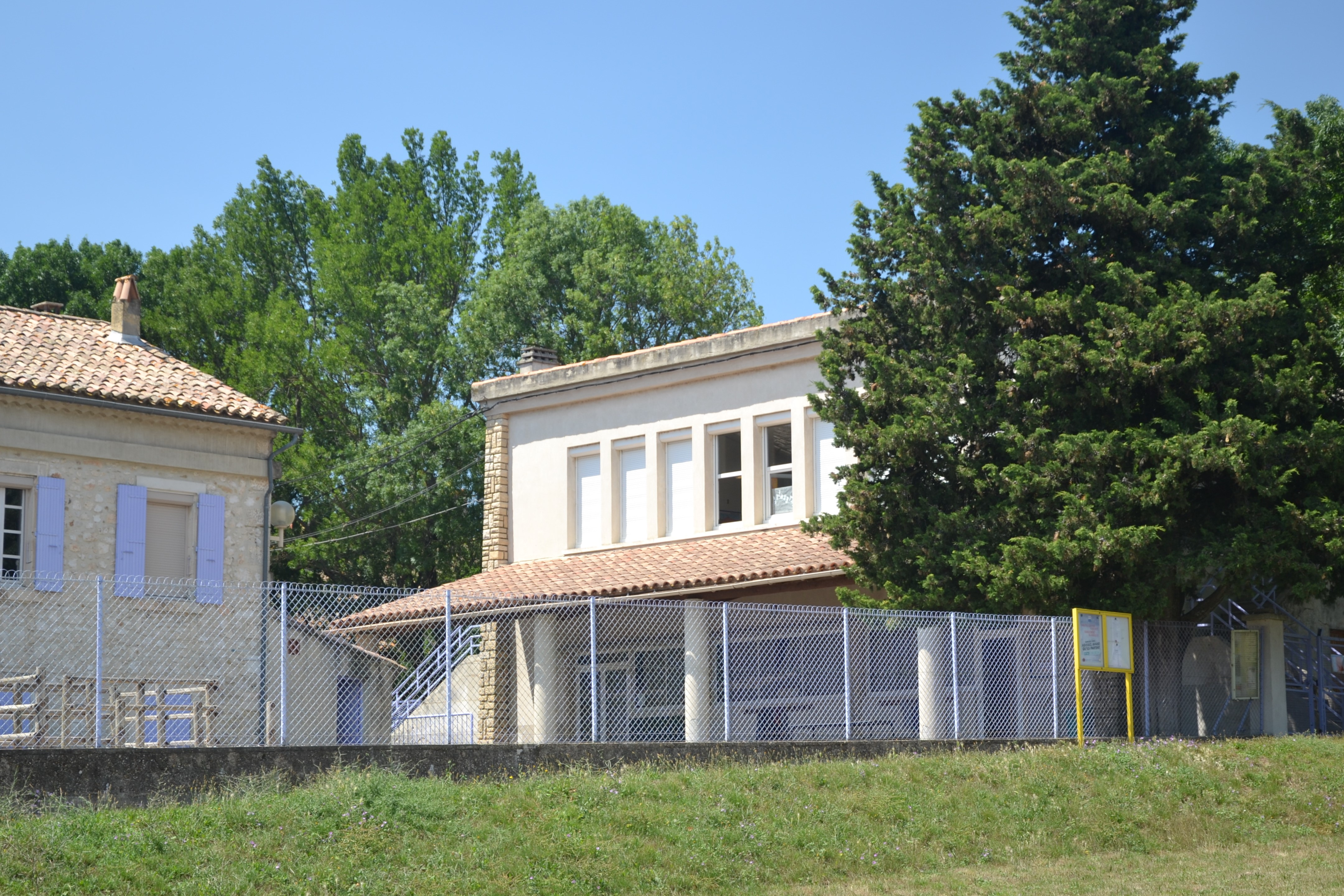
Ancienne école (devenue la bibliothèque).

La commune relève de l'académie de Grenoble.

### Manifestations culturelles et festivités
- Fête : dimanche suivant le 14 juillet[13].

## Économie
En 1992 : céréales, vignes (vin AOC Coteaux du Tricastin), ovins.

## Culture locale et patrimoine

### Lieux et monuments
- Ruines de la chapelle romane Saint-Pierre-de-Bertoare, restes d'un prieuré bénédictin : cimetière paléo-chrétien[13].
- Ferme forte (XIIIe siècle et XIVe siècle)[13].
- Vieilles maisons[13].
- Le Logis de Berre : maison forte à tours d'angle, ancien péage au passage de la Berre[réf. nécessaire].
- Église Saint-Joseph des Granges-Gontardes (XVIIIe siècle) avec campanile[13].

### Patrimoine culturel
- Musée archéologique[13].
- Société des Amis de l'abbé Boisse[13].

### Héraldique, logotype et devise
|  | Les Granges-Gontardes possède des armoiries dont l'origine et le blasonnement exact ne sont pas disponibles. |